# Aeroporto de Biggin Hill

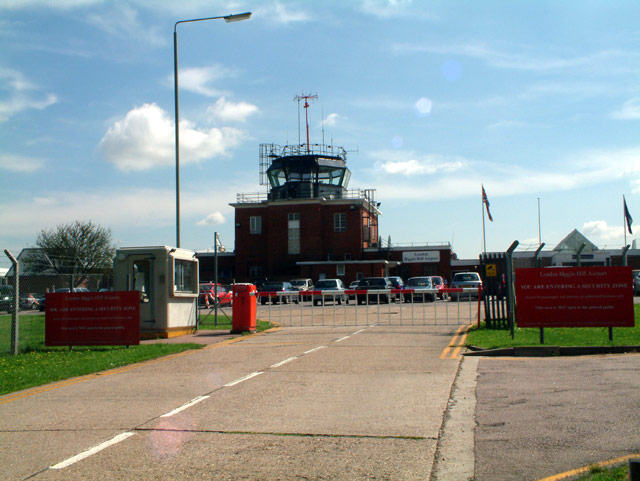
Terminal de passageiros do aeroporto London Biggin Hill. Tirada em 23 de agosto de 2005.

O Aeroporto de Biggin Hill (IATA: BQH, ICAO: EGKB) é um aeroporto na Grã-Bretanha; operacional para a aviação em geral, está localizado a 22 quilómetros a sul-sudeste do centro de Londres. O aeroporto foi anteriormente uma base aérea da Real Força Aérea, e um pequeno enclave dentro do perímetro do aeroporto ainda tem a antiga designação do local.